# Jeux de monstres
Jeux de monstres (The Beast from the East) est un livre de la collection Chair de poule (Goosebumps, en anglais) de Robert Lawrence Stine publié en 1996. Il contient 33 chapitres.

## Résumé
Joanna, ses frères jumeaux, Pat et Jack, et leurs parents, partent faire du camping. Mais Joanna et ses frères se perdent dans la forêt lugubre. Ils rencontrent un troupeau de monstres bizarres qui leur proposent de jouer à un jeu: La Bête de l'Est. Ceux qui perdent, qui trichent ou qui refusent de jouer se feront tuer puis manger par les monstres. Joanna et ses frères n'ont donc pas le choix, ils sont contraints de jouer à ce jeu mortel, mais comment espérer gagner quand on ne connaît pas les règles ? Réussiront ils à gagner le jeu malgré leur faible chance de victoire?

## Édition originale américaine (l'original)
Le titre américain de "Jeux de Monstres" est The Beast from the East, littéralement "La Bête de l'Est". Dans l'édition américaine, le livre est le 43e de la série (le titre complet étant : "Goosebumps n°43 - The Beast from the East"). C'est en fait le nom même du jeu auquel les monstres en question jouent.

## Édition française
Dans l'édition française Bayard Poche, Jeux de Monstres est le trente-sixième de la série Chair de Poule. Il est traduit de l'américain par Nathalie Vlatal, et est paru en décembre 1997. Il est constitué de 134 pages dans l'édition française. Il est le volume le plus vendu de la collection en France, avec 200 000 exemplaires vendus.

## Description de l'illustration française
L'image de couverture - dessinée par Henri Galeron - représente un monstre, avec un long cou, très poilu, des canines démesurées, un crâne très allongé et des grands yeux rouges, lors d'une nuit de pleine lune, il semble arriver par l'arrière d'un rocher.

## Commentaire
Ce livre n'a pas bénéficié d'une adaptation en épisode dans la série télévisée canadienne Chair de poule.